# Supergrupo alpino

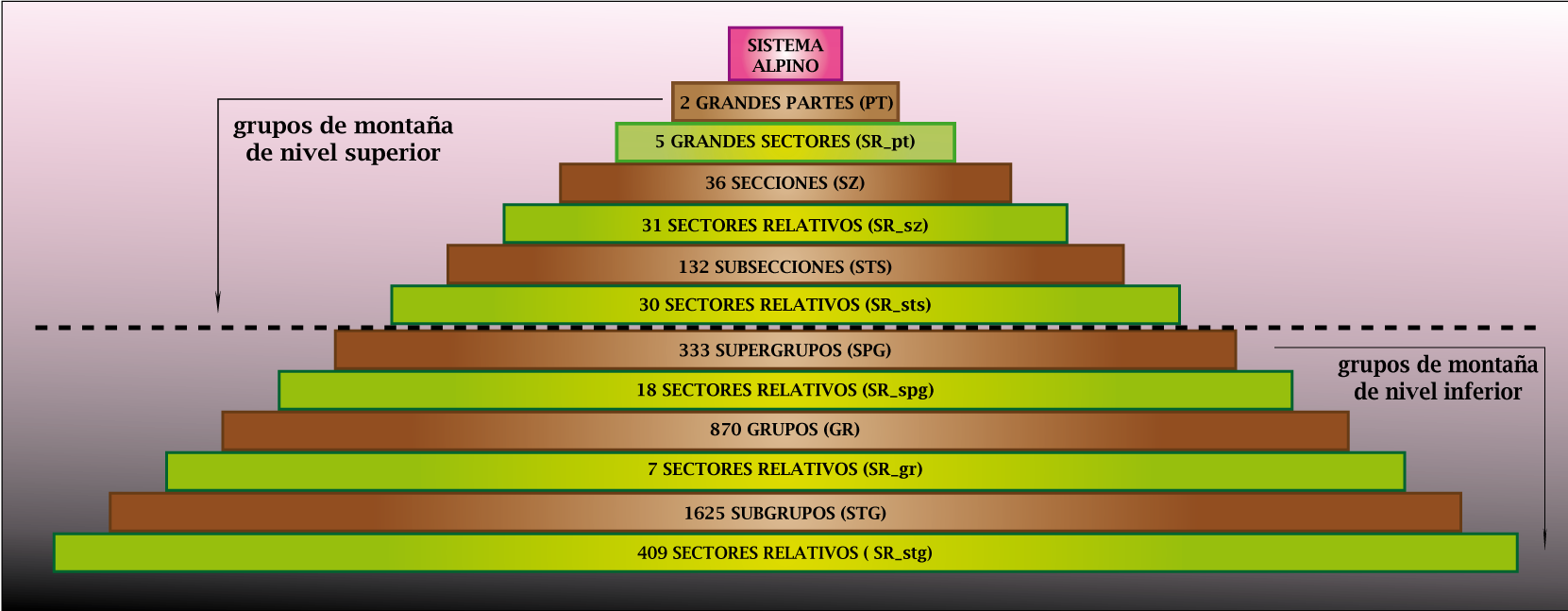
Pirámide Soiusa. Grupos de montaña

Por Supergrupo alpino se entiende una subdivisión de la cadena de los Alpes. El concepto de supergrupo alpino fue introducido particularmente por la SOIUSA del año 2005. Para proceder a una mejor clasificación y subdivisión de los Alpes, la SOIUSA ha superado la histórica tripartición alpina en Alpes occidentales, Alpes centrales y Alpes orientales definida en 1926 y ha adoptado la bipartición en Alpes Occidentales y Alpes Orientales.
Además, ha introducido el siguiente esquema de ulterior subdivisión:
- 5 grandes sectores (SR)
- 36 secciones (SZ)
- 132 subsecciones (STS)
- 333 supergrupos (SPG)
- 870 grupos (GR)
- 1625 subgrupos (STG)

La SOIUSA clasifica los supergrupos a través de un código particular. Los individualiza en la subsección de pertenencia a través de una letra mayúscula del alfabeto latino. Por ejemplo, en los parámetros SOIUSA del Mont Blanc se nota que el supergrupo es el macizo del Mont Blanc y está individualizado con la letra mayúscula B.
Por ejemplo, en los Alpes Grayos pueden distinguirse los siguientes supergrupos:
- - Rocciamelone-Charbonnel (47)
  - Arnas-Ciamarella (48)
  - Levanne-Aiguille Rousse (49)
  - Macizo del Iseran (50)
  - Grande Motte-Grande Casse-Bellecôte (51)
  - Macizo del Monte Pourri (52)
  - Macizo de la Vanoise (53)
  - Macizo del Gébroulaz (54)
  - Macizo Lauzière-Grand Arc (55)
  - Grande Sassière-Tsanteleina (56)
  - Rutor-Léchaud (57)
  - Grupo del Gran Paradiso (58)
  - Grupo de la Rosa dei Banchi (59)
  - Emilius-Tersiva (60)
  - Macizo de Trélatête (61)
  - Macizo del Mont Blanc (62)
  - Macizo Dolent-Argentière-Trient (63)
  - Macizo del Roignais (64)
  - Penaz-Joly (65).